# Смитфилд (Кентаки)
Смитфилд (енгл. Smithfield) град је у америчкој савезној држави Кентаки.

## Демографија
По попису из 2010. године број становника је 106, што је 4 (3,9%) становника више него 2000. године.
| Група             | 2000.       | 2010.       |
| Белци             | 101 (99,0%) | 101 (95,3%) |
| Афроамериканци    | 0 (0,0%)    | 1 (0,9%)    |
| Азијати           | 0 (0,0%)    | 0 (0,0%)    |
| Хиспаноамериканци | 0 (0,0%)    | 1 (0,9%)    |
| Укупно            | 102         | 106         |